# Halichoeres melasmapomus
Halichoeres melasmapomus là một loài cá biển thuộc chi Halichoeres trong họ Cá bàng chài. Loài này được mô tả lần đầu tiên vào năm 1981.

## Từ nguyên
Từ định danh melasmapomus được ghép bởi hai âm tiết trong tiếng Hy Lạp cổ đại và mang nghĩa khái quát là "đốm đen trên nắp mang", hàm ý đề cập đến vệt đen viền xanh nổi bật trên nắp mang của cá đực và cá cái.

## Phạm vi phân bố và môi trường sống
Từ quần đảo Cocos (Keeling) và đảo Giáng Sinh cùng bãi cạn Rowley (đều là những vùng lãnh thổ thuộc Úc), H. melasmapomus được phân bố trải dài đến toàn bộ khu vực Đông Nam Á và hầu hết các đảo quốc, quần đảo thuộc châu Đại Dương (đến tận Polynésie thuộc Pháp và quần đảo Pitcairn), xa về phía nam đến Úc (bao gồm cả rạn san hô Great Barrier). Ở Việt Nam, H. melasmapomus được ghi nhận tại quần đảo Hoàng Sa và quần đảo Trường Sa.
H. melasmapomus sống trên rạn san hô viền bờ có nền đáy là đá sỏi ở độ sâu khoảng 10–56 m.

## Mô tả
H. melasmapomus có chiều dài cơ thể lớn nhất được ghi nhận là 14 cm. Cá trưởng thành có màu tím nhạt với các đốm màu đỏ cam trên vảy. Đầu có nhiều vệt sọc xanh lục lam và vàng cam, nổi bật với một đốm đen rất lớn được viền xanh lam. Cá cái có thêm một đốm đen trên cuống đuôi và ba đốm khác tương tự dọc gốc vây lưng.
Số gai ở vây lưng: 9; Số tia vây ở vây lưng: 12; Số gai ở vây hậu môn: 3; Số tia vây ở vây hậu môn: 12; Số tia vây ở vây ngực: 13; Số gai ở vây bụng: 1; Số tia vây ở vây bụng: 5; Số vảy đường bên: 27.

## Sinh thái học
Thức ăn của H. melasmapomus bao gồm các loài thủy sinh không xương sống.